# Ronde van Italië 2022/Zevende etappe
De zevende etappe van de Ronde van Italië 2022 werd verreden op vrijdag 13 mei van Diamante naar Potenza. Het betrof een heuveletappe over 198 kilometer met meer dan vierduizend hoogtemeters, waardoor er grote kans was dat de vlucht zou strijden om de etappezege. Pas na tachtig kilometer ontstond een kopgroep met Wout Poels, Koen Bouwman, Davide Villella en Davide Formolo, waar later ook nog Tom Dumoulin, Bauke Mollema en Diego Camargo bij aansloten. Zij reden al snel vijf minuten voorsprong bij elkaar en het peloton maakte weinig aanstalten iets aan die voorsprong te doen. Onderweg moest Poels de groep laten gaan, nadat hij veel inspanningen had geleverd om de kopgroep tot stond te brengen. Later kwam Villella ten val, maar hij kon terugkeren. Op de slotklim waren er verschillende demarrages van Dumoulin, Mollema en Formolo die Bouwman en Villella deden lossen. Toen deze in de kopgroep de rust was teruggekeerd, wist Bouwman terug te keren. In de sprint was Bouwman overtuigend de snelste en pakte zijn eerste etappezege in een Grote Ronde.
Het peloton pakte nog tijd terug op de kopgroep, maar maakte zelf geen koers. Er waren geen verschuivingen in het klassement en Juan Pedro López behield zijn leiderstrui.

## Uitslagen
| Diamante – Potenza (198,0 km) |                    |                        |          |
| Plaats                        | Naam               | Ploeg                  | Tijd     |
| 1                             | Koen Bouwman       | Team Jumbo-Visma       | 5u12'30" |
| 2                             | Bauke Mollema      | Trek-Segafredo         | + 2"     |
| 3                             | Davide Formolo     | UAE Team Emirates      | z.t.     |
| 4                             | Tom Dumoulin       | Team Jumbo-Visma       | + 19"    |
| 5                             | Davide Villella    | Cofidis                | + 2'25"  |
| 6                             | Lennard Kämna      | BORA-hansgrohe         | + 2'59"  |
| 7                             | Vincenzo Albanese  | EOLO-Kometa            | z.t.     |
| 8                             | João Almeida       | UAE Team Emirates      | z.t.     |
| 9                             | Alejandro Valverde | Movistar Team          | z.t.     |
| 10                            | Richard Carapaz    | INEOS Grenadiers       | z.t.     |
|                               |                    |                        |          |
| 38                            | Mauri Vansevenant  | Quick Step-Alpha Vinyl | z.t.     |

| Algemeen klassement |                   |                                    |           |
| Plaats              | Naam              | Ploeg                              | Tijd      |
| Roze trui           | Juan Pedro López  | Trek-Segafredo                     | 28u39'05" |
| 2                   | Lennard Kämna     | BORA-hansgrohe                     | + 38"     |
| 3                   | Rein Taaramäe     | Intermarché-Wanty-Gobert Matériaux | + 58"     |
| 4                   | Simon Yates       | Team BikeExchange Jayco            | + 1'42"   |
| 5                   | Mauri Vansevenant | Quick Step-Alpha Vinyl             | + 1'47"   |
| 6                   | Wilco Kelderman   | BORA-hansgrohe                     | + 1'55"   |
| 7                   | João Almeida      | UAE Team Emirates                  | + 1'58    |
| 8                   | Peio Bilbao       | Bahrain Victorious                 | + 2'00"   |
| 9                   | Richie Porte      | INEOS Grenadiers                   | + 2'04"   |
| 10                  | Romain Bardet     | Team DSM                           | + 2'06"   |

## Opgaven
- Owain Doull (EF Education-EasyPost): opgave tijdens de etappe
- Michael Mørkøv (Quick Step-Alpha Vinyl): niet gestart wegens ziekte
- Sergio Samitier (Movistar Team): opgave tijdens de etappe
- Samuele Zoccarato (Bardiani-CSF-Faizanè): opgave tijdens de etappe

1e etappe ·
2e etappe ·
3e etappe ·
4e etappe ·
5e etappe ·
6e etappe ·
7e etappe ·
8e etappe ·
9e etappe ·
10e etappe ·
11e etappe ·
12e etappe ·
13e etappe ·
14e etappe ·
15e etappe ·
16e etappe ·
17e etappe ·
18e etappe ·
19e etappe ·
20e etappe ·
21e etappe
Startlijst · Eindstanden · Afbeeldingen